# Tetraulax gracilis
Tetraulax gracilis es una especie de escarabajo de la familia Cerambycidae.Fue descrita por Stephan von Breuning en 1938. Se distribuyen en Kenia, Tanzania y Mozambique.